# Djup ventrombos
Djup ventrombos (DVT) är en ventrombos i djupa vener vilket innebär att en blodpropp (trombos) bildas i de djupa venerna, vilket när det inträffar vanligen drabbar ett ben men kan också uppkomma i andra kroppsdelar. Trombosen i sig kan göra ont och få kroppsdelen att svälla upp, men om blodproppen lossnar kan den fastna i exempelvis lungorna vilket är en allvarlig komplikation som kallas lungemboli. Djup ventrombos beror oftast på en annan sjukdom som ökar benägenheten att bilda tromboser eller på att vederbörande har varit stillasittande länge.
Bara cirka en tredjedel av ventromboserna löses upp av kroppens fibrinolys, och beaktande riskerna bör tillståndet behandlas, vilket vanligen sker med blodförtunnande medicin, motion. Djupa ventromboser kan också embolisera eller fastna i kärlväggen. Flera drabbade får senare posttrombotiskt syndrom.

## Symtom
De som har detta kan drabbas av svullna ben (om det är benet som är drabbat) vilket då typiskt uppstår endast i ett av benen (till skillnad från bensvullnad vid exempelvis hjärtsvikt som drabbar båda). Området vid blodproppen kan smärta eller ömma, bli varmt, venerna kan börja framträda tydligare där, och området kan rodna. Djup ventrombos kan också uppkomma i armen vilket kan visa sig genom ökad venteckning på bröstet eller skuldran, i njurvenen, hålvenen, med fler ställen som dock är ovanliga utan annan svår sjukdom. De som drabbas av djup ventrombos i benet upplever vanligen problemen i vaden och smärtan kan tillta om foten böjs uppåt.

## Orsaker
Det finns flera tillstånd som ökar risken att drabbas av djup ventrombos. En svår sjukdom, infektionssjukdom (i synnerhet med sängliggande), stillasittande (exempelvis efter operation), övervikt, p-piller, koagulationsrubbningar, tidigare ventrombos, ärftlig belastning, inflammatorisk tarmsjukdom, hög ålder, och rökning är några tillstånd som ökar risken. Till stillasittande som ökar risken hör också att ha företagit sig en resa. Risken för att drabbas ökar också av att ha skadade vener. Koagulationsrubbningar, vilka kan leda till djup ventrombos, kan uppkomma till följd av andra sjukdomar såsom cancer, hjärt- och lungsjukdomar, trombofili, med mera.